# Teemu Tainio
Teemu Tainio (Tornio, 27 novembre 1979) è un allenatore di calcio ed ex calciatore finlandese, di ruolo centrocampista.

## Carriera

### Giocatore

#### Club
Cresciuto nelle file del TP-47, ha debuttato tra i professionisti nel 1996, con la maglia dell'Haka. Nel 1997 si è trasferito in Francia, all'Auxerre. Ha militato nelle file dell'Auxerre per otto stagioni, totalizzando 204 presenze e 18 reti. Nell'estate 2005 è passato al Tottenham. Ha militato nelle file degli Spurs per tre stagioni, totalizzando 83 presenze e 3 reti. Il 23 luglio 2008 si è trasferito a titolo definitivo al Sunderland, diventando il primo calciatore finlandese a vestire la maglia dei Black Cats. Il 31 agosto 2009 è passato in prestito al Birmingham City. Al termine della stagione è rientrato al Sunderland. Il 31 agosto 2010 si è trasferito all'Ajax. Il 9 marzo 2011 è passato ai N.Y. Red Bulls. Ha militato nelle file del club statunitense per due stagioni, totalizzando 47 presenze. Il 2 gennaio 2013 è tornato in patria, firmando un contratto biennale con l'HJK. Il 14 febbraio 2015 ha annunciato il proprio ritiro.

#### Nazionale
Ha debuttato in Nazionale maggiore il 5 febbraio 1998, nell'amichevole Cipro-Finlandia (1-1). Ha messo a segno la sua prima rete con la selezione finlandese il 1º settembre 2001, in Albania-Finlandia (0-2), siglando la rete del momentaneo 0-1 al minuto 57. Ha partecipato, con la selezione finlandese, alla King's Cup 2013. È sceso in campo, inoltre, nelle qualificazioni ai Mondiali 2002, 2006, 2010 e 2014, nelle qualificazioni agli Europei 2000, 2004, 2008 e 2016. Ha totalizzato, con la selezione finlandese, 64 presenze e 6 reti.

### Allenatore
Dopo aver svolto il ruolo di osservatore per il Tottenham tra il 2015 e il 2016, nella stagione 2017 ha ricoperto il ruolo di vice allenatore della squadra riserve dell'HJK. Il 23 ottobre 2017 è stato annunciato come vice allenatore dell'Haka per la stagione 2018. Il 1º novembre 2018 il club bianconero ha annunciato la promozione di Tainio ad allenatore della prima squadra per la stagione 2019. Dopo cinque stagioni, il 16 ottobre 2023 il club ha annunciato l'addio del tecnico. Il 28 ottobre 2023 è diventato vice allenatore dell'AEL Limassol, club cipriota. Il 22 gennaio 2024 è stato esonerato insieme al tecnico Toni Koskela. Il 6 marzo 2024 è diventato vice allenatore del Kalev Tallinn, club estone. Il 1º agosto 2024 il club estone lo ha promosso al ruolo di allenatore.

## Statistiche

### Presenze e reti nei club
| Stagione                  | Squadra                   | Campionato                | Campionato | Campionato | Coppe nazionali | Coppe nazionali | Coppe nazionali | Coppe continentali | Coppe continentali | Coppe continentali | Altre coppe | Altre coppe | Altre coppe | Totale | Totale |
| Stagione                  | Squadra                   | Comp                      | Pres       | Reti       | Comp            | Pres            | Reti            | Comp               | Pres               | Reti               | Comp        | Pres        | Reti        | Pres   | Reti   |
| ------------------------- | ------------------------- | ------------------------- | ---------- | ---------- | --------------- | --------------- | --------------- | ------------------ | ------------------ | ------------------ | ----------- | ----------- | ----------- | ------ | ------ |
| 1996                      | Haka                      | VL                        | 16+4       | 3+1        | CF              | 0               | 0               | UEFA               | 4                  | 0                  | -           | -           | -           | 24     | 4      |
| gen.-lug. 1997            | Haka                      | YL                        | 26         | 10         | CF              | 0               | 0               | -                  | -                  | -                  | -           | -           | -           | 26     | 10     |
| Totale Haka               | Totale Haka               | Totale Haka               | 46         | 14         |                 | 0               | 0               |                    | 4                  | 0                  |             |             |             | 50     | 14     |
| 1997-1998                 | Auxerre                   | D1                        | 1          | 0          | CF+CDLL         | 0+0             | 0+0             | -                  | -                  | -                  | -           | -           | -           | 1      | 0      |
| 1998-1999                 | Auxerre                   | D1                        | 13         | 1          | CF+CDLL         | 0+0             | 0+0             | -                  | -                  | -                  | -           | -           | -           | 13     | 1      |
| 1999-2000                 | Auxerre                   | D1                        | 25         | 3          | CF+CDLL         | 1+1             | 0+0             | -                  | -                  | -                  | -           | -           | -           | 27     | 3      |
| 2000-2001                 | Auxerre                   | D1                        | 10         | 1          | CF+CDLL         | 0+1             | 0+0             | Intertoto          | 5                  | 0                  | -           | -           | -           | 16     | 1      |
| 2001-2002                 | Auxerre                   | D1                        | 28         | 3          | CF+CDLL         | 1+2             | 0+0             | -                  | -                  | -                  | -           | -           | -           | 31     | 3      |
| 2002-2003                 | Auxerre                   | L1                        | 25         | 1          | CF+CDLL         | 3+0             | 0+0             | UCL+UEFA           | 7+4                | 0+1                | -           | -           | -           | 39     | 2      |
| 2003-2004                 | Auxerre                   | L1                        | 22         | 3          | CF+CDLL         | 3+4             | 1+0             | UEFA               | 7                  | 1                  | TDC         | 1           | 0           | 37     | 5      |
| 2004-2005                 | Auxerre                   | L1                        | 26         | 2          | CF+CDLL         | 4+3             | 1+0             | UEFA               | 7                  | 0                  | -           | -           | -           | 40     | 3      |
| Totale Auxerre            | Totale Auxerre            | Totale Auxerre            | 150        | 14         |                 | 23              | 2               |                    | 30                 | 2                  |             | 1           | 0           | 204    | 18     |
| 2005-2006                 | Tottenham                 | PL                        | 24         | 1          | FA+FLC          | 1+0             | 0+0             | -                  | -                  | -                  | -           | -           | -           | 25     | 1      |
| 2006-2007                 | Tottenham                 | PL                        | 21         | 2          | FA+FLC          | 4+1             | 0+0             | UEFA               | 6                  | 0                  | -           | -           | -           | 32     | 2      |
| 2007-2008                 | Tottenham                 | PL                        | 16         | 0          | FA+FLC          | 2+5             | 0+0             | UEFA               | 3                  | 0                  | -           | -           | -           | 26     | 0      |
| Totale Tottenham          | Totale Tottenham          | Totale Tottenham          | 61         | 3          |                 | 13              | 0               |                    | 9                  | 0                  |             |             |             | 83     | 3      |
| 2008-2009                 | Sunderland                | PL                        | 21         | 0          | FA+FLC          | 1+0             | 0               | -                  | -                  | -                  | -           | -           | -           | 22     | 0      |
| lug.-ago. 2009            | Sunderland                | PL                        | 0          | 0          | FA+FLC          | 0+1             | 0+1             | -                  | -                  | -                  | -           | -           | -           | 1      | 1      |
| Totale Sunderland         | Totale Sunderland         | Totale Sunderland         | 21         | 0          |                 | 2               | 1               |                    | -                  | -                  |             |             |             | 23     | 1      |
| set. 2009-2010            | Birmingham City           | PL                        | 6          | 0          | FA+FLC          | 0+0             | 0+0             | -                  | -                  | -                  | -           | -           | -           | 6      | 0      |
| 2010-mar. 2011            | Ajax                      | E                         | 2          | 0          | KNVBB           | 1               | 0               | UCL                | 1                  | 0                  | -           | -           | -           | 4      | 0      |
| 2011                      | N.Y. Red Bulls            | MLS                       | 28+3       | 0+0        | USOC            | 0               | 0               | -                  | -                  | -                  | -           | -           | -           | 31     | 0      |
| 2012                      | N.Y. Red Bulls            | MLS                       | 14+2       | 0+0        | USOC            | 0               | 0               | -                  | -                  | -                  | -           | -           | -           | 16     | 0      |
| Totale New York Red Bulls | Totale New York Red Bulls | Totale New York Red Bulls | 47         | 0          |                 | 0               | 0               |                    | -                  | -                  |             |             |             | 47     | 0      |
| 2013                      | HJK                       | VL                        | 20         | 2          | CF+LC           | 2+3             | 0+0             | UCL                | 1                  | 0                  | -           | -           | -           | 26     | 2      |
| 2014                      | HJK                       | VL                        | 14         | 1          | CF+LC           | 3+1             | 0+0             | UCL+UEL            | 4+5                | 0+0                | -           | -           | -           | 23     | 1      |
| Totale HJK                | Totale HJK                | Totale HJK                | 34         | 3          |                 | 9               | 0               |                    | 10                 | 0                  |             |             |             | 53     | 3      |
| Totale carriera           | Totale carriera           | Totale carriera           | 367        | 34         |                 | 48              | 3               |                    | 54                 | 2                  |             | 1           | 0           | 470    | 39     |

### Cronologia presenze e reti in nazionale
| Cronologia completa delle presenze e delle reti in nazionale ― Finlandia | Cronologia completa delle presenze e delle reti in nazionale ― Finlandia | Cronologia completa delle presenze e delle reti in nazionale ― Finlandia | Cronologia completa delle presenze e delle reti in nazionale ― Finlandia | Cronologia completa delle presenze e delle reti in nazionale ― Finlandia | Cronologia completa delle presenze e delle reti in nazionale ― Finlandia | Cronologia completa delle presenze e delle reti in nazionale ― Finlandia | Cronologia completa delle presenze e delle reti in nazionale ― Finlandia |
| Data                                                                     | Città                                                                    | In casa                                                                  | Risultato                                                                | Ospiti                                                                   | Competizione                                                             | Reti                                                                     | Note                                                                     |
| ------------------------------------------------------------------------ | ------------------------------------------------------------------------ | ------------------------------------------------------------------------ | ------------------------------------------------------------------------ | ------------------------------------------------------------------------ | ------------------------------------------------------------------------ | ------------------------------------------------------------------------ | ------------------------------------------------------------------------ |
| 5-2-1998                                                                 | Limassol                                                                 | Cipro                                                                    | 1 – 1                                                                    | Finlandia                                                                | Amichevole                                                               | -                                                                        | 76’                                                                      |
| 9-2-1998                                                                 | Larnaca                                                                  | Slovacchia                                                               | 2 – 0                                                                    | Finlandia                                                                | Amichevole                                                               | -                                                                        | 69’                                                                      |
| 25-3-1998                                                                | Ta' Qali                                                                 | Malta                                                                    | 0 – 2                                                                    | Finlandia                                                                | Amichevole                                                               | -                                                                        | 71’                                                                      |
| 4-9-1999                                                                 | Helsinki                                                                 | Finlandia                                                                | 1 – 2                                                                    | Germania                                                                 | Qual. Euro 2000                                                          | -                                                                        | 74’                                                                      |
| 20-2-2000                                                                | Bangkok                                                                  | Thailandia                                                               | 0 – 0                                                                    | Estonia                                                                  | King's Cup 2000                                                          | -                                                                        | 61’                                                                      |
| 23-2-2000                                                                | Bangkok                                                                  | Finlandia                                                                | 4 – 2                                                                    | Estonia                                                                  | King's Cup 2000                                                          | -                                                                        |                                                                          |
| 15-11-2000                                                               | Dublino                                                                  | Irlanda                                                                  | 3 – 0                                                                    | Finlandia                                                                | Amichevole                                                               | -                                                                        | 65’                                                                      |
| 15-8-2001                                                                | Helsinki                                                                 | Finlandia                                                                | 4 – 1                                                                    | Belgio                                                                   | Amichevole                                                               | -                                                                        |                                                                          |
| 1-9-2001                                                                 | Tirana                                                                   | Albania                                                                  | 0 – 2                                                                    | Finlandia                                                                | Qual. Mondiali 2002                                                      | 1                                                                        |                                                                          |
| 5-9-2001                                                                 | Helsinki                                                                 | Finlandia                                                                | 5 – 1                                                                    | Grecia                                                                   | Qual. Mondiali 2002                                                      | -                                                                        | 63’                                                                      |
| 6-10-2001                                                                | Gelsenkirchen                                                            | Germania                                                                 | 0 – 0                                                                    | Finlandia                                                                | Qual. Mondiali 2002                                                      | -                                                                        | 83’                                                                      |
| 27-3-2002                                                                | Porto                                                                    | Portogallo                                                               | 1 – 4                                                                    | Finlandia                                                                | Amichevole                                                               | -                                                                        | 86’                                                                      |
| 17-4-2002                                                                | Prilep                                                                   | Macedonia                                                                | 1 – 0                                                                    | Finlandia                                                                | Amichevole                                                               | -                                                                        | 61’                                                                      |
| 21-8-2002                                                                | Helsinki                                                                 | Finlandia                                                                | 0 – 3                                                                    | Irlanda                                                                  | Amichevole                                                               | -                                                                        | 80’                                                                      |
| 7-9-2002                                                                 | Helsinki                                                                 | Finlandia                                                                | 0 – 2                                                                    | Galles                                                                   | Qual. Euro 2004                                                          | -                                                                        | 90’                                                                      |
| 12-10-2002                                                               | Helsinki                                                                 | Finlandia                                                                | 3 – 0                                                                    | Azerbaigian                                                              | Qual. Euro 2004                                                          | -                                                                        | 75’                                                                      |
| 16-10-2002                                                               | Belgrado                                                                 | Jugoslavia                                                               | 2 – 0                                                                    | Finlandia                                                                | Qual. Euro 2004                                                          | -                                                                        | 82’                                                                      |
| 29-3-2003                                                                | Palermo                                                                  | Italia                                                                   | 2 – 0                                                                    | Finlandia                                                                | Qual. Euro 2004                                                          | -                                                                        |                                                                          |
| 6-9-2003                                                                 | Baku                                                                     | Azerbaigian                                                              | 1 – 2                                                                    | Finlandia                                                                | Qual. Euro 2004                                                          | 1                                                                        | 86’                                                                      |
| 10-9-2003                                                                | Cardiff                                                                  | Galles                                                                   | 1 – 1                                                                    | Finlandia                                                                | Qual. Euro 2004                                                          | -                                                                        |                                                                          |
| 11-10-2003                                                               | Tampere                                                                  | Finlandia                                                                | 3 – 2                                                                    | Canada                                                                   | Amichevole                                                               | 1                                                                        | 62’                                                                      |
| 16-11-2003                                                               | Houston                                                                  | Finlandia                                                                | 2 – 1                                                                    | Honduras                                                                 | Amichevole                                                               | 1                                                                        | 76’                                                                      |
| 19-11-2003                                                               | Alajuela                                                                 | Costa Rica                                                               | 2 – 1                                                                    | Finlandia                                                                | Amichevole                                                               | -                                                                        |                                                                          |
| 9-10-2004                                                                | Tampere                                                                  | Finlandia                                                                | 3 – 1                                                                    | Armenia                                                                  | Qual. Mondiali 2006                                                      | -                                                                        | 46’                                                                      |
| 13-10-2004                                                               | Amsterdam                                                                | Paesi Bassi                                                              | 3 – 1                                                                    | Finlandia                                                                | Qual. Mondiali 2006                                                      | 1                                                                        |                                                                          |
| 8-2-2005                                                                 | Strovolos                                                                | Lettonia                                                                 | 1 – 2                                                                    | Finlandia                                                                | Amichevole                                                               | -                                                                        |                                                                          |
| 9-2-2005                                                                 | Strovolos                                                                | Cipro                                                                    | 1 – 2                                                                    | Finlandia                                                                | Amichevole                                                               | -                                                                        | 69’                                                                      |
| 8-6-2005                                                                 | Helsinki                                                                 | Finlandia                                                                | 0 – 4                                                                    | Paesi Bassi                                                              | Qual. Mondiali 2006                                                      | -                                                                        | 74’                                                                      |
| 17-8-2005                                                                | Skopje                                                                   | Macedonia                                                                | 0 – 3                                                                    | Finlandia                                                                | Qual. Mondiali 2006                                                      | -                                                                        |                                                                          |
| 3-9-2005                                                                 | Andorra la Vella                                                         | Andorra                                                                  | 0 – 0                                                                    | Finlandia                                                                | Qual. Mondiali 2006                                                      | -                                                                        |                                                                          |
| 7-9-2005                                                                 | Tampere                                                                  | Finlandia                                                                | 5 – 1                                                                    | Macedonia                                                                | Qual. Mondiali 2006                                                      | -                                                                        | cap. 80’                                                                 |
| 8-10-2005                                                                | Helsinki                                                                 | Finlandia                                                                | 0 – 1                                                                    | Romania                                                                  | Qual. Mondiali 2006                                                      | -                                                                        |                                                                          |
| 12-10-2005                                                               | Helsinki                                                                 | Finlandia                                                                | 0 – 3                                                                    | Rep. Ceca                                                                | Qual. Mondiali 2006                                                      | -                                                                        |                                                                          |
| 2-9-2006                                                                 | Bydgoszcz                                                                | Polonia                                                                  | 1 – 3                                                                    | Finlandia                                                                | Qual. Euro 2008                                                          | -                                                                        |                                                                          |
| 6-9-2006                                                                 | Helsinki                                                                 | Finlandia                                                                | 1 – 1                                                                    | Portogallo                                                               | Qual. Euro 2008                                                          | -                                                                        |                                                                          |
| 2-6-2007                                                                 | Helsinki                                                                 | Finlandia                                                                | 0 – 2                                                                    | Serbia                                                                   | Qual. Euro 2008                                                          | -                                                                        | 28’                                                                      |
| 22-8-2007                                                                | Tampere                                                                  | Finlandia                                                                | 2 – 1                                                                    | Kazakistan                                                               | Qual. Euro 2008                                                          | 1                                                                        | 76’                                                                      |
| 8-9-2007                                                                 | Belgrado                                                                 | Serbia                                                                   | 0 – 0                                                                    | Finlandia                                                                | Qual. Euro 2008                                                          | -                                                                        | 71’                                                                      |
| 12-9-2007                                                                | Helsinki                                                                 | Finlandia                                                                | 0 – 0                                                                    | Polonia                                                                  | Qual. Euro 2008                                                          | -                                                                        |                                                                          |
| 17-11-2007                                                               | Helsinki                                                                 | Finlandia                                                                | 2 – 1                                                                    | Azerbaigian                                                              | Qual. Euro 2008                                                          | -                                                                        |                                                                          |
| 21-11-2007                                                               | Porto                                                                    | Portogallo                                                               | 0 – 0                                                                    | Finlandia                                                                | Qual. Euro 2008                                                          | -                                                                        | 69’                                                                      |
| 26-3-2008                                                                | Sofia                                                                    | Bulgaria                                                                 | 2 – 1                                                                    | Finlandia                                                                | Amichevole                                                               | -                                                                        | 73’                                                                      |
| 2-6-2008                                                                 | Helsinki                                                                 | Finlandia                                                                | 1 – 1                                                                    | Bielorussia                                                              | Amichevole                                                               | -                                                                        | 81’                                                                      |
| 11-10-2008                                                               | Helsinki                                                                 | Finlandia                                                                | 1 – 0                                                                    | Azerbaigian                                                              | Qual. Mondiali 2010                                                      | -                                                                        | 90+2’                                                                    |
| 15-10-2008                                                               | Mosca                                                                    | Russia                                                                   | 3 – 0                                                                    | Finlandia                                                                | Qual. Mondiali 2010                                                      | -                                                                        | 66’                                                                      |
| 19-11-2008                                                               | Berna                                                                    | Svizzera                                                                 | 1 – 0                                                                    | Finlandia                                                                | Amichevole                                                               | -                                                                        | 89’                                                                      |
| 6-6-2009                                                                 | Helsinki                                                                 | Finlandia                                                                | 2 – 1                                                                    | Liechtenstein                                                            | Qual. Mondiali 2010                                                      | -                                                                        | 67’                                                                      |
| 10-6-2009                                                                | Helsinki                                                                 | Finlandia                                                                | 0 – 3                                                                    | Russia                                                                   | Qual. Mondiali 2010                                                      | -                                                                        | 69’                                                                      |
| 12-8-2009                                                                | Stoccolma                                                                | Svezia                                                                   | 1 – 0                                                                    | Finlandia                                                                | Amichevole                                                               | -                                                                        | 83’                                                                      |
| 5-9-2009                                                                 | Lankaran                                                                 | Azerbaigian                                                              | 1 – 2                                                                    | Finlandia                                                                | Qual. Mondiali 2010                                                      | -                                                                        | 45’                                                                      |
| 3-3-2010                                                                 | Ta' Qali                                                                 | Malta                                                                    | 1 – 2                                                                    | Finlandia                                                                | Amichevole                                                               | -                                                                        | 46’                                                                      |
| 11-8-2010                                                                | Turku                                                                    | Finlandia                                                                | 1 – 0                                                                    | Belgio                                                                   | Amichevole                                                               | -                                                                        | 46’                                                                      |
| 23-1-2013                                                                | Chiang Mai                                                               | Thailandia                                                               | 1 – 3                                                                    | Finlandia                                                                | King's Cup 2013                                                          | -                                                                        | 46’                                                                      |
| 26-1-2013                                                                | Chiang Mai                                                               | Svezia                                                                   | 3 – 0                                                                    | Finlandia                                                                | King's Cup 2013                                                          | -                                                                        | 13’                                                                      |
| 22-3-2013                                                                | Gijón                                                                    | Spagna                                                                   | 1 – 1                                                                    | Finlandia                                                                | Qual. Mondiali 2014                                                      | -                                                                        | 69’                                                                      |
| 26-3-2013                                                                | Lussemburgo                                                              | Lussemburgo                                                              | 0 – 3                                                                    | Finlandia                                                                | Amichevole                                                               | -                                                                        | 56’                                                                      |
| 7-6-2013                                                                 | Helsinki                                                                 | Finlandia                                                                | 1 – 0                                                                    | Bielorussia                                                              | Qual. Mondiali 2014                                                      | -                                                                        | cap. 68’                                                                 |
| 14-8-2013                                                                | Turku                                                                    | Finlandia                                                                | 2 – 0                                                                    | Slovenia                                                                 | Amichevole                                                               | -                                                                        | 74’                                                                      |
| 6-9-2013                                                                 | Helsinki                                                                 | Finlandia                                                                | 0 – 2                                                                    | Spagna                                                                   | Qual. Mondiali 2014                                                      | -                                                                        | 69’                                                                      |
| 10-9-2013                                                                | Tbilisi                                                                  | Georgia                                                                  | 0 – 1                                                                    | Finlandia                                                                | Qual. Mondiali 2014                                                      | -                                                                        |                                                                          |
| 15-10-2013                                                               | Saint-Denis                                                              | Francia                                                                  | 3 – 0                                                                    | Finlandia                                                                | Qual. Mondiali 2014                                                      | -                                                                        | cap. 64’                                                                 |
| 24-1-2014                                                                | Nizwa                                                                    | Oman                                                                     | 0 – 0                                                                    | Finlandia                                                                | Amichevole                                                               | -                                                                        | cap.                                                                     |
| 21-5-2014                                                                | Helsinki                                                                 | Finlandia                                                                | 2 – 2                                                                    | Rep. Ceca                                                                | Amichevole                                                               | -                                                                        | 46’                                                                      |
| 11-10-2014                                                               | Helsinki                                                                 | Finlandia                                                                | 1 – 1                                                                    | Grecia                                                                   | Qual. Euro 2016                                                          | -                                                                        | 88’                                                                      |
| Totale                                                                   |                                                                          | Presenze                                                                 | 64                                                                       |                                                                          | Reti                                                                     | 6                                                                        |                                                                          |

## Palmarès

### Club

#### Competizioni nazionali
- Coppa di Finlandia: 1

Haka: 1997
- Coppa di Francia: 2

Auxerre: 2002-2003, 2004-2005
- Coppa di Lega inglese: 1

Tottenham: 2007-2008